# Palais des sports Volgar
Pour les articles homonymes, voir Palais des sports.
Le Palais des sports Volgar (en russe : Дворец спорта Волгарь) est un complexe omnisports de la ville de Togliatti, en Russie. Sa construction s'est achevée en 1975.
Il accueille notamment l'équipe de hockey sur glace du Lada Togliatti de la Ligue continentale de hockey. La patinoire a une capacité de 2 900 spectateurs.
En 2010, Il est remplacé par la Lada Arena.